# المربوح
المربوح (به فرانسوی: El Marbouh) یک شهرک در مراکش است که در استان قلعه سراغنه واقع شده‌است. المربوح ۷٬۵۸۷ نفر جمعیت دارد.